# Idiops hartii
Idiops hartii is een spinnensoort uit de familie van de valdeurspinnen (Idiopidae).
De wetenschappelijke naam van de soort werd in 1893 als Pseudidiops hartii gepubliceerd door Reginald Innes Pocock.